# Assetto Corsa
Assetto Corsa (în italiană pentru „Configurarea cursei”) este un joc video de curse simulate dezvoltat de dezvoltatorul italian de jocuri video Kunos Simulazioni . Este proiectat cu accent pe o experiență realistă de curse, cu suport pentru personalizare extinsă și posibilitatea de a fi modificat. Jocul a fost lansat pentru prima dată prin programul Steam Early Access pe 8 noiembrie 2013  și a părăsit oficial Early Access ca versiune finală pe 19 decembrie 2014. 
Editorul 505 Games, în parteneriat cu Kunos Simulazioni, a anunțat pe 3 iunie 2015 că va aduce jocul pe Xbox One și PlayStation 4 în 2016  și pe 20 ianuarie 2016 a dezvăluit o dată de lansare de 22 aprilie 2016.  Pe 24 februarie 2016 s-a anunțat că lansarea pe console a fost amânată pentru 3 iunie 2016. 505 Games și Kunos Simulazioni au anunțat o altă amânare și o nouă dată de lansare pentru versiunile de consolă pe 6 mai 2016. Jocul a fost lansat pe console pe 26 și 30 august 2016 în Europa și, respectiv, în America de Nord.   Un al doilea titlu, Assetto Corsa Competizione, a fost lansat pe 29 mai 2019.

## Mod de joc
Assetto Corsa este un simulator de curse care încearcă să ofere o experiență de condus realistă cu o varietate de mașini de șosea și de curse, prin intermediul unei fizici detaliate și a simulării pneurilor pe circuite recreate cu ajutorul tehnologiei de scanare cu laser. Acesta este compatibil cu o gamă largă de periferice, cum ar fi mouse, tastatură, volane, gamepad-uri, monitoare triple, TrackIR head tracking și ochelari VR, precum și Nvidia 3D Vision și sisteme de mișcare profesionale. Software-ul poate fi extins prin conținut modificat de la terți.
Jocul permite ajustarea setărilor de realism potrivite experienței jucătorului, variind de la asistențe artificiale la „de fabrică” sau complet dezactivate. O varietate de moduri de sesiune și setări de sesiune sunt disponibile pentru jocul offline și online. Campania offline, evenimentele speciale, campionatele personalizate, hotlap, cursa rapidă, drift, drag și sesiunile de weekend de curse pot fi jucate singur sau împotriva AI. Un instrument de gestionare a serverelor permite crearea de servere pentru sesiuni online, fiind acceptate și sesiunile LAN.
Când se alătură unei sesiuni offline/online, jucătorii își pot regla mașina printr-o interfață de configurare.În funcție de mașină, acestea includ rapoarte de transmisie, compoziția pneurilor, presiunea pneurilor, combustibilul, setările suspensiei, cum ar fi barele antiruliu, ratele roților, înălțimea de rulare, ratele de împachetare, intervalul de cursă, setările amortizoarelor, cum ar fi stopurile și amortizoarele de amortizare, amortizoarele de ridicare, setările de aliniere, setările trenului de rulare pentru blocarea diferențialului și preîncărcarea acestuia, setările hibride, reglajele pentru aripi, polarizarea frânelor, puterea de frânare, limitatorul motorului etc. Asistentele precum controlul tracțiunii și ABS, turbo boost, KERS, ERS și setările frânei de motor, precum și polarizarea frânei pot fi ajustate din mers prin intermediul tastelor rapide.
HUD-ul din joc constă din mai multe „desktop-uri virtuale” care permit plasarea manuală a unei game largi de „aplicații” oriunde pe ecran, iar selecția poate fi extinsă prin aplicații personalizate scrise în limbajul Python. API-ul permite accesul la datele de sesiune și de simulare prin ecrane LCD externe sau aplicații pentru telefon, iar simularea exportă datele de telemetrie într-un format compatibil pentru software-ul profesional de analiză a datelor. 

## Dezvoltare
Kunos Simulazioni a construit Assetto Corsa pe baza experienței dobândite cu dezvoltarea netKar Pro și Ferrari Virtual Academy . Studioul a dobândit cunoștințe practice lucrând îndeaproape cu motorsportul real, deoarece biroul lor de cercetare și dezvoltare este situat pe circuitul Vallelunga, Italia. Jocul include redări ale circuitelor internaționale (sondate folosind atât tehnologia tradițională, cât și tehnologia de scanare laser ), precum și multe mașini de la mărci de mașini globale, de la mașini rutiere de zi cu zi până la prototipuri de curse și vehicule istorice.
Assetto Corsa a început dezvoltarea în 2010 cu un proiect de școală de șoferi pentru Automobile Club d'Italia . În 2011, Kunos a trecut la dezvoltarea jocului în motorul Unity, însă, din cauza constrângerilor legate de integrabilitatea externă, adică faptul că nu este ușor de modificat (modding) și din cauza timpilor lungi de încărcare, au decis să renunțe la acest motor și, la sfârșitul anului 2011, au construit un nou motor complet propriu de la zero.  
Jocul este programat în mai multe limbaje de programare. C++ este folosit pentru partea de simulare și Go pentru serverul multiplayer. Interfața cu utilizatorul și nucleul lansatorului sunt codificate în C#, dar interfața interfață în HTML pentru a permite utilizatorilor să creeze modificări ale interfeței. Python poate fi folosit pentru dezvoltarea de pluginuri pentru preluarea datelor de simulare în timp real. API-urile utilizate sunt DirectX 11 pentru grafică, FMOD pentru sunet și ODE pentru detectarea coliziunilor și fizica corpurilor rigide .  

### Demo PC
Assetto Corsa Technology Preview a fost un benchmark jucabil care a fost lansat pe 22 februarie 2013. Acesta oferea o singură mașină, Lotus Elise SC, și un singur circuit, Autodromo dell'Umbria din Magione, Italia, precum și două moduri de joc, antrenamente libere și atac contra cronometru. Principalul scop al preview-ului a fost acela de a permite utilizatorilor să simtă pentru prima dată gustul motorului, să îl testeze și să raporteze feedback-ul. Preview-ul a necesitat ca jucătorul să dețină o licență netKar Pro.

### Acces timpuriu la PC
Assetto Corsa a primit acordul verde pe Steam Greenlight pe 13 iunie 2013.  Jocul a fost lansat prin programul Steam Early Access pe 8 noiembrie 2013.  Acest serviciu permite dezvoltatorilor să lanseze un produs funcțional, dar incomplet, cum ar fi versiunile beta, pentru a permite utilizatorilor să cumpere titlul și să ajute la furnizarea de finanțare, testare și feedback pentru producția finală. Prin programul Early Access, jocul a primit actualizări aproximativ o dată la două săptămâni, adăugând noi și îmbunătățind conținutul și funcțiile existente. 

### Lansare PC
Versiunea Release Candidate, o versiune completă a jocului, a fost lansată la 15 octombrie 2014. Versiunea finală, în urma corectării generale a erorilor și a optimizărilor de performanță, a fost lansată la 19 decembrie 2014. Jocul continuă să primească actualizări gratuite, noi caracteristici și DLC plătite cu conținut suplimentar, cum ar fi mașini și circuite noi. 

### Lansare pe console
În mai 2015, a fost anunțată versiunea pentru PlayStation 4 și Xbox One a jocului.  Este publicat de 505 Games și a fost lansat după întârzieri pe 26 și 30 august 2016 în Europa și, respectiv, în America de Nord.     Marco Massarutto, co-fondatorul și managerul executiv al Kunos Simulazioni, afirmă că modelul fizic al versiunii pentru consolă este identic cu versiunea pentru PC, iar motoarele de randare și fizică au trebuit reconstruite pentru a utiliza mai bine multi-threading - țintele de performanță pentru PlayStation 4 este 1080p, 60FPS, Xbox One „se potrivește cât mai mult cu PS4”.   Versiunea pentru consolă a jocului a primit o interfață de utilizare complet nouă, optimizată pentru utilizarea cu un gamepad. 
Pe 14 februarie 2018, a fost anunțată pentru console o nouă versiune numită Ultimate Edition, care conține toate DLC-urile disponibile anterior. Această ediție a fost lansată apoi pe 20 aprilie 2018. 

### Lansare pe mobil
În august 2021, a fost anunțat un port mobil al jocului.  A fost lansat oficial pentru dispozitivele iOS (iPhone și iPad) pe 31 august și a fost încredințat Digital Tales.

## Modding (modificări)
Jocul a fost conceput pentru a sprijini modificarea extinsă și crearea de mașini și piste suplimentare de către utilizatorii înșiși. Un editor special WYSIWYG, inclus cu jocul, permite importarea modelelor 3D (în format de fișier FBX) și permite artiștilor să atribuie proprietăți și shadere de materiale obiectelor, cu accent pe ușurința în utilizare. Editorul exportă un singur fișier model de joc și nu permite deschiderea sau adăugarea de obiecte la un fișier deja exportat. Jocul acceptă, de asemenea, adăugarea de widget-uri și pluginuri terță parte scrise în Python, C++ și C#, pentru utilizări precum telemetria sau îmbunătățirea interfeței.
Datorită acestor caracteristici și succesului jocului, este disponibilă o bibliotecă vastă și în continuă creștere de moduri. Dezvoltatorii Kunos Simulazioni au decis să recunoască munca de calitate și dedicarea comunității de modding prin implementarea unui număr de moduri ca conținut lansat oficial și să-și angajeze creatorii pe bază de comision sau cu normă întreagă.